# Pselliophora praefica
Pselliophora praefica är en tvåvingeart. Pselliophora praefica ingår i släktet Pselliophora och familjen storharkrankar.

## Underarter
Arten delas in i följande underarter:
- P. p. fenestrella
- P. p. praefica